# Prosoplus maculosus
Prosoplus maculosus är en skalbaggsart som först beskrevs av Francis Polkinghorne Pascoe 1864.  Prosoplus maculosus ingår i släktet Prosoplus och familjen långhorningar. Inga underarter finns listade i Catalogue of Life.